# Cannonball (course)
Pour les articles homonymes, voir Cannonball.
Le Cannonball, ou Cannonball Baker, ou Cannonball Run, est un ancien raid automobile sur routes ouvertes organisé illégalement durant les années 1970 aux États-Unis, qui traversait d'est en ouest le continent nord-américain. Son nom exact était le Cannonball Baker Sea-To-Shining-Sea Memorial Trophy Dash, en mémoire du coureur motocycliste et automobile Erwin Baker, surnommé « Cannon Ball » (boulet de canon). Automobiles, camions et motos pouvaient alors s'affronter sans aucune restriction, aucune règle, ni aucun itinéraire conseillé, les amendes récoltées étant à la charge de chaque équipe. Un Gentlemen's agreement désapprouvait cependant le transport d'un véhicule par un autre, ou encore le fait de cacher une voiture identique tout près de l'arrivée...

## Histoire

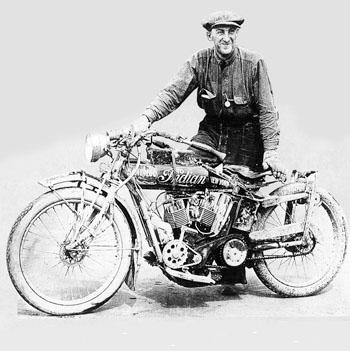
Erwin George « Cannon Ball » Baker effectua plusieurs fois la traversée des États-Unis, tant sur deux que sur quatre roues : entre 1914 (moto Indian, 11 jours) et 1933 (auto Graham-Paige 57 Blue Streak 8 à compresseur, en : record à 80 km/h de moyenne, jusqu'en 1971).

Cette compétition fut disputée à cinq reprises sur près de 5 000 kilomètres, deux en 1971, puis 1972, 1975 et 1979, depuis le parc fermé de New York devant le garage du Ballon Rouge, puis de Darien (Connecticut, traditionnellement après minuit devant un restaurant du centre commercial de Goodwives) jusqu'au port de plaisance de Redondo Beach (Californie), au sud de Los Angeles, et remportée à trois reprises par des bolides Ferrari, notamment grâce à l'un des créateurs de la course elle-même, Brock Yates, double vainqueur de celle-ci, l'autre initiateur étant Steve Smith, le rédacteur en chef du magazine Car and Driver, également présent lors de la première édition de 1971. Ayant lieu à la mi-novembre (à deux reprises) puis courant avril ou début mai (également à deux), les concurrents n'étaient admis que sur une invitation personnelle de l'organisateur.
Les films Macadam à deux voies et Point limite zéro (Vanishing Point), tous deux réalisés en 1971, représentèrent une source d'inspiration non négligeable pour le staff d'organisation. Le film The Gumball Rally réalisé en 1976 fut le plus proche de la réalité des conditions de courses, quinze ans avant la licence Cannonball des années 1980. La sortie cette année-là de deux films simultanément sur le sujet empêcha de concrétiser le propre scénario de film de Yates, Coast to Coast.
Le but initial était de démontrer la stupidité de l'usage des limitations de vitesse nouvellement imposées à 55 mi/h alors (soit 89 km/h) sur le sol américain et des radars automobiles, tant en matière de sécurité routière que d'économies d'énergie pétrolière. De fait, chaque concurrent embarquait à son bord une radio Citizen-Band (écoutée par les chauffeurs routiers… mais aussi par les polices des comtés elles-mêmes) et plusieurs détecteurs de radars, voire un brouilleur pour ces derniers. Les reçus de caisse lors des paiements aux stations essence faisaient foi pour la régularité des trajets suivis, et l'une des régions les plus éprouvantes à traverser était celle de Flagstaff, après les montagnes Rocheuses.

### Éditions 1971
Pour la première :
Y participèrent Brock Yates sr. lui-même (scénariste des Canonball 1 et 2, de Tu fais pas le poids, shérif !, et rédacteur de livres sur l'automobile) avec son fils Brock jr., ainsi que Steve Smith (cf.supra) et Jim Williams, sur Dodge Van Sportsman (grande taille, surnommé par eux Moon Trash II), en 40 heures et cinquante-et-une minutes à partir du 3 mai. Ce raid initial, composé d'un seul véhicule, doit plutôt être considéré comme un parcours de reconnaissance, en vue de la proche édition suivante.
Pour la deuxième :
La remportèrent Dan Gurney (vainqueur des 24 Heures du Mans 1967 avec A. J. Foyt sur Ford GT40) et Brock Yates sr. pour la seconde fois, sur Ferrari 365 Daytona GTB/4 Sunoco, en 35 h 54 de temps de course effective avec un départ le 15 novembre.
Sur l'ensemble des deux éditions, tous les équipages parcoururent près d'un million de kilomètres sans incident sérieux.

### Édition 1972
Furent déclarés vainqueurs Steve Behr, Bill Canfield et Fred Olds, sur Cadillac DeVille Coupé, en 37 h 16 avec un départ le 13 novembre. 
On remarquera la quinzième place de Joe et Alice Fergusson sur Citroën DS 19, et l'apparition pour la première fois d'un équipage entièrement féminin (sur Cadillac). La blessure la plus grave jamais signalée lors des cinq épreuves fut le bras cassé de Donna Mae Mims cette fois-là (The Pink Lady, une habituée du championnat américain des voitures de sport SCCA), après que son équipière pilote se soit endormie au volant, comme il est relaté dans le livre-mémoires de Yates en 2003.

### Édition 1975
Gagnèrent alors Jack May et Rick Cline, sur Ferrari Dino 246 GTS en 35 h 53 sur 4 608 kilomètres à la vitesse moyenne de 134 km/h et avec des vitesses de pointe de plus de 280 km/h, pour un départ le 1er avril et bien que ralentis par de la neige dans Les Rocheuses. L'article « The Cannonball Dash » relatant leur exploit dans le Time assit définitivement la réputation de cette course interdite, le 5 mai 1975.

### Édition 1979
Elle vit notamment la participation de Jacques-Joseph Villeneuve (le frère cadet de Gilles), et les deux lauréats furent Dave Heinz (vainqueur du premier Championnat IMSA GT en 1971, 6e des 24 Heures du Mans 1974 avec Alain Cudini sur Ferrari 365 GTB/4, vainqueur de la catégorie GTS, et quinzième en 1974 avec Robert B. Johnson, ainsi que vainqueur GT des 12 Heures de Sebring en 1972) associé à Dave Yarborough sur Jaguar XJS, en 32 h 51 (record absolu) à une moyenne de 190 km/h et avec des pointes de vitesse allant jusqu'à 270 km/h, pour un départ le 7 avril.
Brock Yates avec le réalisateur de films et ancien cascadeur Hal Needham (La Caravane de feu, French Connection 2, Cours après moi shérif, L'Équipée du Cannonball, Cannonball 2...) participèrent à cette dernière édition « officielle » avec une ambulance sur base de Chevrolet dotée d'un moteur V8 Chrysler de 8 litres de cylindrée développant 500 chevaux, transformé pour être capable de rouler à 210 km/h. La voiture sera utilisée dans le film L'Équipée du Cannonball, puis vendue aux enchères par Yates qui fit alors don de la somme récoltée à une œuvre de charité.

## Prolongements

### Courses aux États-Unis
Un ancien de l'épreuve, Rick Doherty (participations en 1975 et 1979), mit sur pied l'U.S. Express dont il remporta la première édition en 1980 avec le concepteur de jeux vidéo Will Wright (entre autres des Sims) sur Mazda RX-7 en 31 h 4. En 1981, de Long Island (NY) à Emeryville (près de Oakland, CA), le vainqueur fut l'équipage David Morse et Steve Clausman sur Porsche 928, rencontrant au passage une violente tempête de neige inhabituelle pour la saison à Donner Pass, le col étant resté fermé de longues heures pour les voitures non pourvues de chaînes (en plastique allégé, pour Morse).
Le temps de course fut porté à 32 h 7 en 1983 (deuxièmes Morse et Clausman encore, lors d'une arrivée controversée à Newport Beach, eux-mêmes victimes de nombreux démêlés avec les polices locales l'année précédente), battant ainsi celui de 1979. D'un trajet légèrement supérieur (car se poursuivant jusqu'à la plage de Santa Monica), il fut organisé jusqu'en 1984. Le temps record de 1983 ne fut battu qu'en octobre 2006 par Alex Roy et Dave Maher en 31 h 4. À compter de 1985 (vainqueur Walter Boyce dans le cadre du SCCA), ce type de course de performances pures à plusieurs équipages devint de moins en moins envisageable de façon régulière, du fait des trafics routiers accrus ainsi que des performances renforcées des polices routières américaines.
L'évènement s'est poursuivi officiellement par la Tire Rack - One Lap of America (en), un tour d'Amérique disputé depuis 1984 sous l'égide du Grassroots Motorsport Magazine et organisé par Brocke Yates jr., le but étant toujours d'effectuer une course entre États, mais désormais en respectant les vitesses maximales autorisées. Sa distance maximale fut de 16 000 kilomètres en 1989, couverte en moins de dix jours. John Buffum entre autres y participa.
Le record actuel de la traversée continentale est à mettre à l'actif de l'américain Fred Ashmore avec une Ford Mustang, modèle de 2019 embarquant un réservoir additionnel de 492 litres d'essence, en 25 heures et 55 minutes pour 4 506 kilomètres, temps établi en 2020. Fred a réglé son régulateur de vitesse à 120 mph (193 km/h), pour une vitesse moyenne de 173 km/h. A noter que contrairement aux précédents records il a fait la course tout seul car selon lui la seule façon de faire un meilleur temps que les équipes précédentes est de diminuer le temps de ravitaillement.
Il succède ainsi à Alex Roy et Dave Maher, qui avaient signé un temps de 31 h 4 en 2006 à bord d'une BMW M5.

### Courses en Europe et/ou aux USA
- Depuis 1999 est organisée annuellement la Gumball 3000, inspirée de la course Cannonball (marque déposée) et du fictif Gumball Rally, parfois effectivement de côte-à-côte, mais avec uniquement pour priorités les notions d'orientation et de régularité désormais ;
- Depuis 2007, le Canada voit parfois sur son sol se dérouler le Bandit Run, créé pour le 30e anniversaire de la sortie du film Smokey and the Bandit (Cours après moi shérif), produit là encore par Hal Needham, en 1977 avec Burt Reynolds ;
- Durant l'été 2013 sont mis onéreusement sur pied le Rallye Modball de Londres à Prague, ainsi que celui du label Riviera Adventure de Londres à Rome, en traversant la France. Le phénomène « Cannonball » a touché l'hexagone pour la première fois en 1999, lors d'un épique Londres-Istanbul, en passant par Cannes, Monaco et Venise[3].

## Cinéma et télévision
- Cannonball! (Cannonball !, 1976, novélisé par Michael Avallone) ;
- The Gumball Rally (1976) ;
- L'Équipée du Cannonball (The Cannonball Run, 1981, avec Yates dans son propre rôle d'organisateur et également novélisé par Avalone) ;
- Cannonball 2 (Cannonball Run II, 1984) ;
- Cannonball 3 (Speed Zone!, 1989) ;
- Cannonball Run 2001, sur USA Network (film télévisé) ;
- 32 Hours 7 Minutes, un documentaire sur les courses à records de 1983 et de 2006 (2008).

## Remarques
Durant les années 1960 une course suédoise de monoplaces F1 et F2 s'appelait « Kanonloppet » (ou Course canon).
Plusieurs coureurs terminèrent leur course derrière les barreaux, au fil des éditions. Pour éviter pareille mésaventure, l'ambulance de Yates en 1979 embarquait à l'arrière un vrai médecin ainsi que son épouse en cas de contrôle par les forces de police… ce qui ne manqua pas d'arriver dans le New Jersey. Une scène avec un gynécologue à l'arrière d'une ambulance existe dans Tu fais pas le poids, shérif !, en 1980.
L'un des trophées de l'édition 1979 était offert par « Les amis de l'OPEP », récompensant le plus gros consommateur de carburant.
Durant les années 1960 au Canada, la traversée automobile de la côte Est à la côte Ouest en épreuve de régularité eut quant à elle une existence tout à fait légale, grâce au rallye Shell 4000.